# 2019年のMLBドラフト
2019年のMLBドラフト（英語: 2019 First-Year Player Draft）は、メジャーリーグベースボール (MLB)の第60回ドラフト会議で、2019年6月に行われたファースト・イヤードラフト（アマチュアドラフト）である。 2018年のMLBで最下位のボルチモア・オリオールズが全体1位の権利を得た。オリオールズは全体1位で捕手のアドリー・ラッチマンを指名した。捕手が全体1位指名を受けたのは2001年のMLBドラフトのジョー・マウアー以来18年ぶり7回目。2018年のワールドシリーズで優勝したボストン・レッドソックスの1巡目指名権の順位は、ぜいたく税の重さによるペナルティーの影響で33位から43位に変更された。
1巡目全体2位でカンザスシティ・ロイヤルズから指名されたボビー・ウィット・ジュニアは、1985年のMLBドラフトで全体3位指名された父のボビー・ウィットと合わせると親子での歴代最高順位での指名となった（従来の最高記録はトム・グリーブ・ベン・グリーブ親子の6位と2位）。
1巡目全体3位でシカゴ・ホワイトソックスに入団したアンドリュー・ボーンは2021年4月、このドラフトで指名された1217人の中で最初にMLBの試合に出場した（ただし、2020年のMLBドラフトで指名されたギャレット・クロシェより遅かった）。

## 1巡目指名
|  | = オールスター |  | = WBC出場  |  |
|  | = MLB未出場    |  | = 契約せず |  |

| 順位 | 選手                       | チーム                         | 守備位置 | 学校                                          |
| ---- | -------------------------- | ------------------------------ | -------- | --------------------------------------------- |
| 1    | アドリー・ラッチマン       | ボルチモア・オリオールズ       | 捕手     | オレゴン州立大学                              |
| 2    | ボビー・ウィット・ジュニア | カンザスシティ・ロイヤルズ     | 遊撃手   | コリービル・ヘリテージ高校 (TX)               |
| 3    | アンドリュー・ボーン       | シカゴ・ホワイトソックス       | 一塁手   | カリフォルニア大学バークレー校                |
| 4    | JJ・ブレデイ               | マイアミ・マーリンズ           | 外野手   | ヴァンダービルト大学 (TN)                     |
| 5    | ライリー・グリーン         | デトロイト・タイガース         | 外野手   | ポール・J・ハガーティ高等学校 (FL)            |
| 6    | CJ・エイブラムス           | サンディエゴ・パドレス         | 遊撃手   | ブレスト・トリニティ・カトリック高等学校 (GA) |
| 7    | ニック・ロドロ             | シンシナティ・レッズ           | 投手     | テキサスクリスチャン大学 (TX)                 |
| 8    | ジョシュ・ヤン             | テキサス・レンジャーズ         | 三塁手   | テキサス工科大学                              |
| 9    | シェイ・ランゲリアーズ     | アトランタ・ブレーブス         | 捕手     | ベイラー大学 (TX)                             |
| 10   | ハンター・ビショップ       | サンフランシスコ・ジャイアンツ | 外野手   | アリゾナ州立大学                              |
| 11   | アレク・マノア             | トロント・ブルージェイズ       | 投手     | ウェストバージニア大学                        |
| 12   | ブレット・ベイティ         | ニューヨーク・メッツ           | 三塁手   | レイク・トラビス高等学校 (TX)                 |
| 13   | キオニ・カバコ             | ミネソタ・ツインズ             | 遊撃手   | イーストレイク高等学校 (CA)                   |
| 14   | ブライソン・ストット       | フィラデルフィア・フィリーズ   | 遊撃手   | ネバダ大学ラスベガス校                        |
| 15   | ウィル・ウィルソン         | ロサンゼルス・エンゼルス       | 遊撃手   | ノースカロライナ州立大学                      |
| 16   | コービン・キャロル         | アリゾナ・ダイヤモンドバックス | 外野手   | レイクサイド校 (WA)                           |
| 17   | ジャクソン・ラットリッジ   | ワシントン・ナショナルズ       | 投手     | サンジャッキント大学 (TX)                     |
| 18   | クイン・プリースター       | ピッツバーグ・パイレーツ       | 投手     | キャリー・グローブ高等学校 (IL)               |
| 19   | ザック・トンプソン         | セントルイス・カージナルス     | 投手     | ケンタッキー大学                              |
| 20   | ジョージ・カービー         | シアトル・マリナーズ           | 投手     | イーロン大学 (NC)                             |
| 21   | ブレイデン・シューメイク   | アトランタ・ブレーブス         | 遊撃手   | テキサスA&M大学                               |
| 22   | グレッグ・ジョーンズ       | タンパベイ・レイズ             | 遊撃手   | ノースカロライナ大学ウィルミントン校          |
| 23   | マイケル・トグリア         | コロラド・ロッキーズ           | 一塁手   | カリフォルニア大学ロサンゼルス校              |
| 24   | ダニエル・エスピーノ       | クリーブランド・インディアンス | 投手     | ジョージアプレミアアカデミー (GA)             |
| 25   | コディ・ホージー           | ロサンゼルス・ドジャース       | 三塁手   | テュレーン大学 (LA)                           |
| 26   | ブレイク・ウォルストン     | アリゾナ・ダイヤモンドバックス | 投手     | ニューハノーバー高等学校 (NC)                 |
| 27   | ライアン・ジェンセン       | シカゴ・カブス                 | 投手     | カリフォルニア州立大学フレズノ校              |
| 28   | イーサン・スモール         | ミルウォーキー・ブルワーズ     | 投手     | ミシシッピ州立大学                            |
| 29   | ローガン・デビッドソン     | オークランド・アスレチックス   | 遊撃手   | クレムゾン大学 (SC)                           |
| 30   | アンソニー・ボルピー       | ニューヨーク・ヤンキース       | 遊撃手   | デルバートンスクール (NJ)                     |
| 31   | マイケル・ブッシュ         | ロサンゼルス・ドジャース       | 二塁手   | ノースカロライナ大学チャペルヒル校            |
| 32   | コリー・リー               | ヒューストン・アストロズ       | 捕手     | カリフォルニア大学バークレー校                |

### 補償ラウンド
前年にクオリファイング・オファーを拒否されて規定の条件を満たした球団に指名権が与えられた。
| 順位 | 選手                 | チーム                         | 位置 | 学校                |
| ---- | -------------------- | ------------------------------ | ---- | ------------------- |
| 33   | ブレナン・マローン   | アリゾナ・ダイヤモンドバックス | 投手 | IMGアカデミー (FL)  |
| 34   | ドレイ・ジェイムソン | アリゾナ・ダイヤモンドバックス | 投手 | ボール州立大学 (IN) |

### 戦力均衡ラウンドA
前年のドラフトで戦力均衡ラウンドBの指名権があった7球団に指名権が与えられた。
| 順位 | 選手                   | チーム                   | 守備位置 | 学校                                      |
| ---- | ---------------------- | ------------------------ | -------- | ----------------------------------------- |
| 35   | キャメロン・マイズナー | マイアミ・マーリンズ     | 外野手   | ミズーリ大学コロンビア校                  |
| 36   | J.J.ゴス               | タンパベイ・レイズ       | 投手     | サイプレスランチ高等学校 (TX)             |
| 37   | サミー・シアニ         | ピッツバーグ・パイレーツ | 外野手   | ウィリアム・ペン・チャータースクール (PA) |
| 38   | T.J.シッケマ           | ニューヨーク・ヤンキース | 投手     | ミズーリ大学コロンビア校                  |
| 39   | マット・ウォールナー   | ミネソタ・ツインズ       | 外野手   | 南ミシシッピ大学                          |
| 40   | セス・ジョンソン       | タンパベイ・レイズ       | 投手     | キャンベル大学 (NC)                       |
| 41   | デービス・ウェンゼル   | テキサス・レンジャーズ   | 三塁手   | ベイラー大学 (TX)                         |

## 2巡目指名
| 順位 | 選手                       | チーム                         | 守備位置 | 学校                                               |
| ---- | -------------------------- | ------------------------------ | -------- | -------------------------------------------------- |
| 42   | ガナー・ヘンダーソン       | ボルチモア・オリオールズ       | 遊撃手   | ジョン・T・モーガンアカデミー                      |
| 46   | ナシム・ヌニェス           | マイアミ・マーリンズ           | 遊撃手   | コリンズヒル高等学校                               |
| 55   | カイレン・パリス           | ロサンゼルス・エンゼルス       | 遊撃手   | フリーダム高等学校                                 |
| 56   | ライン・ネルソン           | アリゾナ・ダイヤモンドバックス | 投手     | オレゴン大学                                       |
| 59   | ブランドン・ウィリアムソン | シアトル・マリナーズ           | 投手     | テキサスクリスチャン大学                           |
| 67   | ジョシュ・スミス           | ニューヨーク・ヤンキース       | 遊撃手   | ルイジアナ州立大学                                 |
| 68   | グレイ・ケッシンジャー     | ヒューストン・アストロズ       | 遊撃手   | ミシシッピ大学                                     |
| 69   | マシュー・ルーゴ           | ボストン・レッドソックス       | 遊撃手   | カルロス・ベルトラン・ ベースボールアカデミー (PR) |

### 戦力均衡ラウンドB
| 順位 | 選手                   | チーム                         | 守備位置 | 学校                   |
| ---- | ---------------------- | ------------------------------ | -------- | ---------------------- |
| 70   | アレク・マーシュ       | カンザスシティ・ロイヤルズ     | 投手     | アリゾナ州立大学       |
| 71   | カイル・ストワーズ     | カンザスシティ・ロイヤルズ     | 外野手   | スタンフォード大学     |
| 72   | ジャレッド・トリオロ   | ピッツバーグ・パイレーツ       | 三塁手   | ヒューストン大学       |
| 73   | ローガン・ドリスコル   | サンディエゴ・パドレス         | 捕手     | ジョージ・メイソン大学 |
| 75   | ドミニク・フレッチャー | アリゾナ・ダイヤモンドバックス | 外野手   | アーカンソー大学       |
| 76   | アイザイア・キャンベル | シアトル・マリナーズ           | 投手     | アーカンソー大学       |

## その他注目選手
| 巡目 | 順位 | 選手                         | チーム                         | 守備位置 | 学校                                         |
| ---- | ---- | ---------------------------- | ------------------------------ | -------- | -------------------------------------------- |
| 3    | 86   | ジャスティン・スレイテン     | テキサス・レンジャーズ         | 投手     | ニューメキシコ大学                           |
| 3    | 87   | グラント・マックレイ         | サンフランシスコ・ジャイアンツ | 外野手   | レイクウッドランチ高校                       |
| 3    | 90   | スペンサー・スティアー       | ミネソタ・ツインズ             | 三塁手   | オレゴン大学                                 |
| 3    | 91   | トリスティン・イングリッシュ | アリゾナ・ダイヤモンドバックス | 外野手   | ジョージア工科大学                           |
| 3    | 92   | ジャック・コハノウィッツ     | ロサンゼルス・エンゼルス       | 投手     | ハリトン高等学校                             |
| 3    | 98   | マイケル・ハリス2世          | アトランタ・ブレーブス         | 外野手   | ストックブリッジ高等学校                     |
| 3    | 102  | ライアン・ペピオ             | ロサンゼルス・ドジャース       | 投手     | バトラー大学                                 |
| 3    | 107  | ライアン・ゼファージャーン   | ボストン・レッドソックス       | 投手     | カンザス大学                                 |
| 4    | 108  | ジョーイ・オルティス         | ボルチモア・オリオールズ       | 遊撃手   | ニューメキシコ州立大学                       |
| 4    | 109  | マイケル・マッシー           | カンザスシティ・ロイヤルズ     | 二塁手   | イリノイ大学アーバナ・シャンペーン校         |
| 4    | 113  | マット・ブラッシュ           | サンディエゴ・パドレス         | 投手     | ナイアガラ大学                               |
| 4    | 116  | タイラー・フィッツジェラルド | サンフランシスコ・ジャイアンツ | 二塁手   | ルイビル大学                                 |
| 4    | 118  | ジェイク・マンガム           | ニューヨーク・メッツ           | 外野手   | ミシシッピ州立大学                           |
| 4    | 120  | エリック・ミラー             | フィラデルフィア・フィリーズ   | 投手     | スタンフォード大学                           |
| 4    | 125  | アンドレ・パランテ           | セントルイス・カージナルス     | 投手     | カリフォルニア大学アーバイン校               |
| 4    | 129  | ブレントン・ドイル           | コロラド・ロッキーズ           | 外野手   | シェパード大学                               |
| 4    | 134  | カイル・マッキャン           | オークランド・アスレチックス   | 捕手     | ジョージア工科大学                           |
| 5    | 156  | オースティン・シェントン     | シアトル・マリナーズ           | 三塁手   | フロリダ国際大学                             |
| 5    | 160  | ハンター・ギャディス         | ニューヨーク・ヤンキース       | 投手     | ジョージア州立大学                           |
| 5    | 165  | ケン・ウォルディチャック     | ニューヨーク・ヤンキース       | 投手     | セントメアリーズ大学カリフォルニア校         |
| 5    | 166  | ハンター・ブラウン           | ヒューストン・アストロズ       | 投手     | ウェイン州立大学                             |
| 6    | 175  | グラム・アッシュクラフト     | シンシナティ・レッズ           | 投手     | アラバマ大学バーミンガム校                   |
| 6    | 175  | コディ・ブラッドフォード     | テキサス・レンジャーズ         | 投手     | ベイラー大学                                 |
| 6    | 185  | ペドロ・パヘス               | セントルイス・カージナルス     | 捕手     | フロリダアトランティック大学                 |
| 6    | 188  | コルビー・ホワイト           | タンパベイ・レイズ             | 投手     | ミシシッピ州立大学                           |
| 6    | 195  | ヘイデン・ウェズネスキー     | ニューヨーク・ヤンキース       | 投手     | サム・ヒューストン州立大学                   |
| 7    | 201  | ブライアン・ホーイング       | マイアミ・マーリンズ           | 投手     | ルイビル大学                                 |
| 7    | 214  | ブレイク・セイボル           | ピッツバーグ・パイレーツ       | 捕手     | 南カリフォルニア大学                         |
| 7    | 217  | ダリウス・バインズ           | アトランタ・ブレーブス         | 投手     | カリフォルニア州立大学ベーカーズフィールド校 |
| 7    | 224  | ドリュー・ミラス             | オークランド・アスレチックス   | 捕手     | ミズーリ州立大学                             |
| 8    | 236  | ケイレブ・キリアン           | サンフランシスコ・ジャイアンツ | 投手     | テキサス工科大学                             |
| 8    | 239  | ケイシー・レグミナ           | ミネソタ・ツインズ             | 投手     | ゴンザガ大学                                 |
| 8    | 242  | ドミニク・キャンゾーン       | アリゾナ・ダイヤモンドバックス | 外野手   | オハイオ州立大学                             |
| 8    | 250  | ウィル・ブレナン             | クリーブランド・インディアンス | 外野手   | カンザス州立大学                             |
| 8    | 252  | DJ・ハーツ                   | シカゴ・カブス                 | 投手     | テリー・サンフォード高等学校                 |
| 8    | 253  | デビッド・ハミルトン         | ミルウォーキー・ブルワーズ     | 遊撃手   | テキサス大学オースティン校                   |
| 9    | 286  | ペイトン・バッテンフィールド | ヒューストン・アストロズ       | 投手     | オクラホマ州立大学                           |
| 10   | 315  | ミッチ・スペンス             | ニューヨーク・ヤンキース       | 投手     | サウスカロライナ大学エイケン校               |
| 11   | 319  | ビニー・パスカンティーノ     | カンザスシティ・ロイヤルズ     | 一塁手   | オールド・ドミニオン大学                     |
| 11   | 321  | アンソニー・マルドナード     | マイアミ・マーリンズ           | 投手     | ベスーン・クックマン大学                     |
| 11   | 337  | ボーン・グリソム             | アトランタ・ブレーブス         | 遊撃手   | ポール・J・ハガーティ高等学校                |
| 11   | 345  | オリバー・ダン               | ニューヨーク・ヤンキース       | 三塁手   | ユタ大学                                     |
| 13   | 402  | ポーター・ホッジ             | シカゴ・カブス                 | 投手     | コットンウッド高校                           |
| 15   | 449  | ルイ・バーランド             | ミネソタ・ツインズ             | 投手     | コンコーディア大学                           |
| 16   | 471  | アンドリュー・ナーディ       | マイアミ・マーリンズ           | 投手     | アリゾナ大学                                 |
| 16   | 487  | ジョーイ・エステス           | アトランタ・ブレーブス         | 投手     | パラクリート高等学校                         |
| 17   | 501  | トロイ・ジョンストン         | マイアミ・マーリンズ           | 一塁手   | ゴンザガ大学                                 |
| 18   | 539  | エドゥアルド・ジュリエン     | ミネソタ・ツインズ             | 二塁手   | オーバーン大学                               |
| 18   | 550  | マット・ウォルドロン         | クリーブランド・インディアンス | 投手     | ネブラスカ大学リンカーン校                   |
| 19   | 562  | ケリー・カーペンター         | デトロイト・タイガース         | 外野手   | バージニア工科大学                           |
| 19   | 580  | ケビン・ケリー               | クリーブランド・インディアンス | 投手     | ジェームズ・マディソン大学                   |
| 21   | 637  | ハビアー・バルデス           | アトランタ・ブレーブス         | 捕手     | フロリダ国際大学                             |
| 24   | 717  | スペンサー・ホーウィッツ     | トロント・ブルージェイズ       | 一塁手   | ラドフォード大学                             |
| 25   | 761  | ジョニー・デルカ             | ロサンゼルス・ドジャース       | 外野手   | オレゴン大学                                 |
| 33   | 997  | ジャスティン・イェーガー     | アトランタ・ブレーブス         | 投手     | 南イリノイ大学カーボンデール校               |
| 37   | 1102 | コルトン・イングラム         | デトロイト・タイガース         | 投手     | コロンバス州立大学                           |

### 補償
1. ↑  2018年のMLBドラフトでカーター・スチュワートと契約できなかったため
2. ↑  2018年のMLBドラフトでマット・マクレインと契約できなかったため
3. ↑  2018年のMLBドラフトでJ.T.ギンと契約できなかったため
4. ↑  ワシントン・ナショナルズがパトリック・コービンと契約したため
5. ↑  ロサンゼルス・ドジャースがA.J.ポロックと契約したため
6. ↑  2018年のMLBドラフトでガナー・ホグランドと契約できなかったため

### トレード
1. ↑  2019年1月21日にソニー・グレイとのトレードでシンシナティ・レッズから当指名権とシェド・ロング・ジュニアを獲得した
2. ↑  2018年12月21日にテキサス・レンジャーズも絡む三角トレードでオークランド・アスレチックスから当指名権などを獲得した
3. ↑  2018年12月16日にアレックス・クラウディオとのトレードでミルウォーキー・ブルワーズから当指名権を獲得した